# Le Kram
Le Kram is een kustplaats aan de Middellandse Zee ten noordoosten van de Tunesische hoofdstad Tunis. De plaats bevindt zich tussen La Goulette, de haven van Tunis en Carthago. Le Kram is een voorstad van Tunis en is via de sneltram TGM met Tunis verbonden. De naam van de stad is afgeleid van het Tunesisch-Arabische woord 'kram' voor olijfboom of fruitboom. 

## Geschiedenis
Aan het einde van de 19e eeuw schonk de bey van Tunis, Ahmed I, het met fruitbomen bedekte gebied aan de kust aan zijn minister van oorlog Mustafa Agha. Hierdoor ontstond de plaatsnaam Kram el Agâ, die later verfranst is tot Le Kram. Tijdens het Frans protectoraat van Tunesië (1881-1956) vestigden zich veel Europeanen in Le Kram en bouwden er villa's aan de kust. De aanleg van de TGM heeft bijgedragen aan de ontwikkeling en groei van de stad. Tot 2001 behoorde Le Kram tot de gemeente La Goulette. 

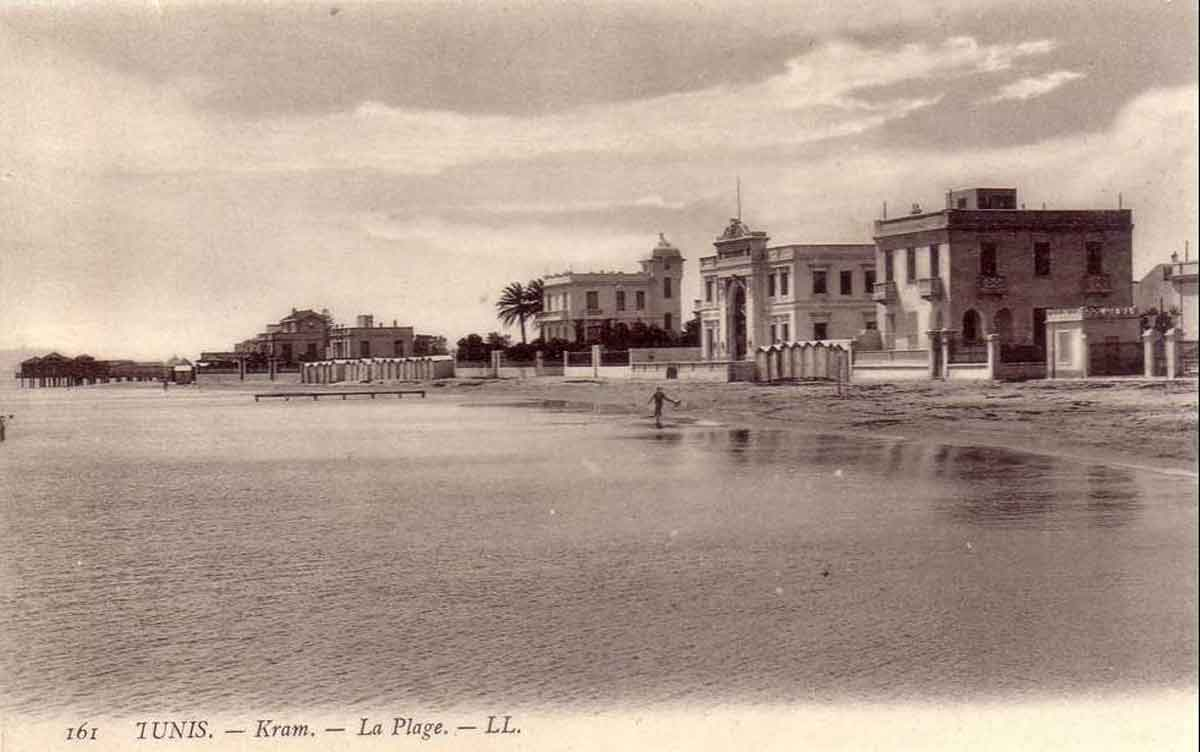
Het strand van Le Kram rond 1905